# 內薩瓦爾科約特爾站
内萨瓦尔科约特尔站（西班牙語：Nezahualcóyotl）是墨西哥城地铁B线的一座地上中间车站，位于墨西哥州内萨瓦尔科约特尔城卡洛斯·汉克·冈萨雷斯大道与德拉斯托雷斯大道、西门内斯·坎杜大道交汇处。

## 车站设施
该站设有4个出口，其中2个出口连接地面高度处卡洛斯·汉克·冈萨雷斯大道，另2个出口设于西门内斯·坎杜大道高架桥上。

## 车站命名及标识
车站得名于该站所在的内萨瓦尔科约特尔城，及该市以其命名的阿兹特克帝国君主。
该站的标志为一只郊狼的头部，与“内萨瓦尔科约特尔”一名在纳瓦特尔语中“饥饿的郊狼”含义相对。

## 车站历史
该站于2000年11月30日与延长至埃卡特佩克境内的墨西哥城地铁B线北段一同开通。
车站开通之时原名为大洲站（西班牙語：Continentes），采用的标志为摩尔威德投影的世界地图，取自车站外的大洲大道（西班牙語：Boulevard de los Continentes）。2002年，该站调整名称为现名。